# Kościół Świętej Rodziny w Osówce
Kościół Świętej Rodziny w Osówce – rzymskokatolicki kościół filialny należący do parafii Nawiedzenia Najświętszej Maryi Panny w Tarnówce (dekanat Jastrowie diecezji koszalińsko-kołobrzeskiej).
Jest to świątynia poewangelicka wzniesiona w 1798 roku. Przebudowana została w 1893 i 1960 roku. Remontowana była w 1990 roku. W latach 2011–2013 została rozebrana i zrekonstruowana, przy czym zachowano górny fragment wieży.
Budowla jest szachulcowa, wybudowana została w konstrukcji słupowo-ramowej, wypełnionej cegłą i gliną. Kościół jest orientowany, salowy, bez wydzielonego prezbiterium z nawy, zamknięty prostokątnie. Od frontu umieszczona jest wieża, nadbudowana nad nawą. Nakrywa ją barokowy, blaszany dach hełmowy. Świątynia posiada dach jednokalenicowy z naczółkiem w tylnej części. We wnętrzu znajduje się chór muzyczny popdparty słupami z prospektem organowym wykonanym w 1893 roku. Ołtarz główny w stylu rokokowym pochodzi z końca XVIII wieku. Ambona reprezentuje styl późnobarokowy.